# Girls²
Girls²("Girls Girls"로 발음)는 LDH (기업)가 2019년에 결성한 일본의 아이돌 걸 그룹이다. 이 그룹은 미이케 다카시의 걸스×히로인! 시리즈에 출연한 EXPG Studio 졸업생들로 구성되어 있다. 2019년 6월 첫 싱글 '다이죠부'를 발매하며 데뷔했다.

## 구성원

### 현재 구성원
- 미라클2의 오다 유즈하(小田柚葉)
- 매지컬2의 스미타니 모모카(隅谷百花)
- 매지컬2의 츠루야 미사키(鶴屋美咲) - 리더
- 매지컬2의 오가와 요우카(小川桜花)
- 매지컬2의 마스다 쿠레아(増田來亜)
- 미라지2의 히시다 미나미(菱田未渚美)
- 미라지2의 야마구치 키라(山口綺羅)
- 미라지2의 하라다 토아(原田都愛)

### 과거 구성원
- 미라지2의 이시 란(石井蘭) (2019-2023)

## 영화
- 2020년: 내가 인기 있어서 어쩌자는 거야 (카메오)